# Rete tranviaria di Częstochowa
La rete tranviaria di Częstochowa è la rete tranviaria che serve la città polacca di Częstochowa, composta da tre linee.